# Nearly God
Albums de Tricky
Maxinquaye
(1995) Pre-Millennium Tension
(1996)
Nearly God est le 2e album du rappeur / producteur de Bristol (Angleterre) Tricky, sorti en 1996.
Sorti entre Maxinquaye et Pre-Millennium Tension, Nearly God n'est pas vraiment un album de Tricky, mais plutôt un side project du « roi du trip-hop ».
La particularité de cet album est le nombre des participations : Terry Hall, Björk, Neneh Cherry, ...

## Titres
1. "Tattoo" (une reprise de Siouxsie and the Banshees)
2. "Poems" (Terry Hall & Martina Topley-Bird)
3. "Together Now" (Neneh Cherry)
4. "Keep Your Mouth Shut" (Björk)
5. "I Be the Prophet" (Martina Topley-Bird)
6. "Make A Change" (Alison Moyet)
7. "Black Coffee" (Martina Topley-Bird)[1]
8. "Bubbles" (Terry Hall)
9. "I Sing for You" (Cath Coffey & Dedi Madden)
10. "Yoga" (Björk)
11. "Judas'" (Martina Topley-Bird)
12. "Children's Story" (Martina Topley-Bird)